# Pyramid Song
Singles de Radiohead
No Surprises
(1998) Knives Out
(2001)
Pyramid Song est une chanson de Radiohead sortie en 2001 sur l'album Amnesiac et aussi le premier single tiré de cet album.

## Clip
À la manière d'un dessin animé en 3D, un homme, seul survivant après qu'une inondation a inondé sa ville, plonge dans les vestiges de sa ville engloutie.
Au début du clip, on voit seulement le toit d'un gratte-ciel, à partir duquel cet homme va plonger avec une combinaison qui est reliée à la surface de l'eau via un câble de vie qui l'alimente en oxygène (the lifeline).
Ensuite, on peut voir les vestiges de sa ville. Après il rentre dans sa maison, s'asseoit sur un fauteuil dans son salon et, résigné par sa solitude, débranche ce câble de vie.
À la fin, on voit ce câble remonter à la surface. La vidéo se termine alors hors de l'eau, où on peut voir une lumière dorée remonter à la surface: cette lumière représente son âme, rejoignant l'âme des autres dans le ciel.

## Personnel

### Radiohead
- Colin Greenwood : Contrebasse
- Jonny Greenwood :  Guitare électrique, Ondes Martenot
- Ed O'Brien : Guitare électrique
- Phil Selway : Batterie
- Thom Yorke : Chant, Piano

### Musiciens Additionnels
- The Orchestra of St John's : Arrangements des cordes